# Marcelo Pereira da Costa
Marcelo Pereira da Costa (Campinas do Sul, 24 luglio 1980) è un ex calciatore brasiliano, di ruolo centrocampista.

## Carriera
Ha giocato nella massima serie brasiliana e nella seconda divisione brasiliana e spagnola.